# Fairford River
Fairford River är ett vattendrag i Kanada.   Det ligger i provinsen Manitoba, i den sydöstra delen av landet, 1 800 km väster om huvudstaden Ottawa.
Trakten runt Fairford River är nära nog obefolkad, med mindre än två invånare per kvadratkilometer.